# Sentinel-2
Sentinel-2 est une série de satellites d'observation de la Terre de l'Agence spatiale européenne (ESA) développée dans le cadre du programme Copernicus dont les trois premiers exemplaires ont été mis en orbite en 2015, 2017 et 2024. L'objectif du programme est de fournir aux pays européens des données complètes et actualisées leur permettant d'assurer le contrôle et la surveillance de l'environnement. Les satellites Sentinel-2 constituent une des composantes spatiales de ce programme qui comprend également notamment les Sentinel-1 (observation radar tout temps) et Sentinel-3. Ils doivent fournir l'imagerie optique haute résolution permettant l'observation des sols (utilisation des sols, végétation, zones côtières, fleuves, etc.) ainsi que le traitement des situations d'urgence (catastrophes naturelles, ...).
Chaque satellite, d'une masse d'environ 1 200 kg, emporte une charge utile constituée par l'imageur multi-spectral MSI qui fournit des vues dans 13 bandes spectrales en lumière visible et proche infrarouge avec une résolution comprise entre 10  et   60 mètres et une fauchée de 290 km. Les satellites circulent sur une orbite héliosynchrone de 10h30. En configuration opérationnelle, l'agence spatiale maintiendra deux satellites de manière à repasser au-dessus des mêmes zones tous les cinq jours. La durée de vie minimale est de 7,25 ans. Les Sentinel-2 disposent d'un système de transmission de données par laser permettant de transférer celles-ci vers les satellites géostationnaires European Data Relay Satellite (EDRS) avec un débit très élevé.

## Contexte
Les satellites Sentinel-2 font partie du programme Copernicus financé par l'Union européenne qui comprend d'une part un volet spatial géré par l'Agence spatiale européenne d'autre part le recueil de données in situ organisé depuis le sol, le traitement de données ainsi que la restitution de celles-ci sous forme de services adaptés aux utilisateurs. L'objectif est de mettre à disposition des pays européens de manière normalisée et continue des informations sur le sol, les océans, le traitement de l'urgence, l'atmosphère, la sécurité et le changement climatique. Le programme est en cours de mise en place.
Le segment spatial du programme repose en 2015 sur les instruments de nombreux satellites européens aux caractéristiques hétérogènes dont le plus emblématique était ENVISAT qui a cessé ses opérations en 2012. Pour remplacer et normaliser le recueil des données, l'Agence spatiale européenne a décidé de développer 7 familles de satellites ou d'instruments : 
- les satellites Sentinel-1 doivent fournir une imagerie radar tout-temps, jour et nuit, à des fins d'observation du sol et des océans. Sentinel-1A a été lancé le 3 avril 2014. Sentinel-1B a été lancé le 25 avril 2016 par une fusée Soyouz (VS07) ;
- les satellites Sentinel-2 doivent fournir des images multi-spectrales à grande résolution. Sentinel-2A a été lancé le 22 juin 2015, Sentinel-2B le 06 mars 2017 par des fusées Vega (VV05 et VV09). Sentinel-2C a été lancé le 5 septembre 2024 par le dernier lanceur Vega original (VV24) ;
- les satellites Sentinel-3 fournissent des données optiques, radar et altimétrique sur les océans et continents. Le premier satellite Sentinel-3A a été lancé le 16 février 2016 et le second Sentinel-3B le 25 avril 2018 ;
- Sentinel-4 est constitué par des instruments embarqués comme charge utile sur les satellites météorologiques géostationnaires Météosat troisième génération (MTG) de Organisation européenne pour l'exploitation des satellites météorologiques (EUMETSAT). Ils fournissent des données sur la composition de l'atmosphère. Le premier satellite doit être lancé en 2025 ;
- Sentinel-5 : ces instruments fournissent également des données sur la composition de l'atmosphère. Ils doivent être embarqués comme charge utile sur les satellites météorologiques polaires MetOp-SG de deuxième génération (EPS-SG) développés par EUMETSAT. Le premier satellite doit être lancé en 2025.

## Développement du programme
Le contrat de fabrication du premier Sentinel-2 d'un montant de 195 M€ est attribué le 17 avril 2008 à EADS Astrium Satellites devenu par la suite Airbus Defence and Space. L'établissement de Friedrichshafen (Allemagne) est responsable de la conception du système, de la plate-forme, de l'intégration et des tests du satellite. L'établissement de Toulouse (France) fournit l'instrument multi-spectral MSI tandis que le site de Madrid (Espagne) est responsable de la structure mécanique du satellite, de l'équipement thermique et du faisceau de câbles. Les autres participants industriels majeurs sont Jena-Optronik (Allemagne), Boostec (France), Sener et GMV (en) (Espagne). La construction du deuxième satellite Sentinel-2b est également attribuée à Airbus pour une somme de 105 millions € le 31 mars 2010.
Fin novembre 2011, la structure de la plateforme réalisée par Construcciones Aeronáuticas Sociedad Anónima (CASA) en Espagne est installée dans la salle blanche de l'établissement de Friedrichshafen d'Astrium/Airbus donnant le coup d'envoi à l'assemblage du satellite. Le 16 décembre 2011, l'ESA choisit le nouveau lanceur européen Vega pour la mise en orbite du premier satellite Sentinel-2. Le 9 février 2012 l'ESA choisit le lanceur Rokot pour la mise en orbite du deuxième satellite Sentinel-2b. L'assemblage de Sentinel-2a s'achève au cours de l'été 2014 et le satellite entame une série de test mécanique, thermique et électromagnétique à l'IABG à Ottobrunn début août. Fin avril, le satellite est transporté par avion jusqu'au Centre spatial guyanais pour être assemblé sur son lanceur.

## Objectifs
Les satellites Sentinel-2 doivent fournir des images multi-spectrales à grande résolution qui doivent permettre de poursuivre la collecte des données réalisées par les missions Landsat et Spot tout en améliorant leur qualité. Il s'agit d'alimenter les services opérationnels Copernicus concernant l'observation des terres émergées et les services de sécurité : 
- observation de la couverture des sols et de leurs utilisations, réalisation de cartes mettant en évidence les évolutions de celle-ci ;
- réalisation de cartes agrégeant les variables géophysiques (chlorophylle, humidité, ...) ;
- carte des risques ;
- prises d'images rapides pour les secours sur les lieux de catastrophes.

## Caractéristiques techniques
Sentinel-2 est un satellite parallélépipédique de 3,4 m de long avec une section de dimension maximale 1,8 x 2,35 m en position repliée. Sa masse au lancement est de 1 200 kg dont 290 kg pour l'instrument MSI et 117 kg d'hydrazine. Le satellite utilise la plateforme standardisée AstroBus-L d'Airbus conçue pour les missions en orbite basse avec injection directe par le lanceur sur l'orbite cible. Le satellite est stabilité 3 axes. La détermination de l'orientation est obtenue grâce à des viseurs d'étoiles multi-têtes montés directement sur la structure portant l'instrument MSI pour permettant une meilleure précision et stabilité du pointage de celui-ci. Cet équipement est complété avec un récepteurs GPS bi-fréquence, des magnétomètres, des senseurs solaires et senseurs de Terre, deux centrales à inertie redondantes et des accéléromètres. Pour modifier son orientation, le satellite a recours à quatre roues de réaction, trois magnéto-coupleurs et à de petits propulseurs brûlant de l'hydrazine fournissant 1 newton de poussée. Le satellite a connaissance de sa position dans l'espace avec une précision inférieure à 20 mètres et de son orientation avec une précision inférieure à 10 μrads,. 
Les panneaux solaires orientables sont constitués de cellules photovoltaïques à l'arséniure de gallium triple jonction et ont une superficie de 7,2 m2. Ils fournissent 1,7 kW en fin de vie alors que la consommation moyenne est de 1,4 kW. L'énergie est stockée dans des batteries Li-ion d'une capacité de 87 ampères-heures. Le satellite dispose d'une capacité de stockage des données de 2,4 térabits. Les échanges de données se font en bande X avec un débit effectif de 520 mégabits par seconde. Les télécommunications peuvent également se faire par voie optique (laser) en passant par les relais assurés par les satellites European Data Relay Satellite (EDRS) placés en orbite géostationnaire. Les commandes et paramètres de fonctionnement du satellite sont transmis en bande S avec un débit de 64 kilobits pour la voie montante et de 2 mégabits pour la voie descendante. Le satellite est conçu pour une durée de vie minimale de 7,25 ans avec un objectif de 12 ans,.

### Instrument MSI
Les satellites Sentinel-2 sont équipés d'un unique instrument, l'imageur multi spectral MSI d'une masse de 275 kg. MSI utilise la technique du capteur en peigne (en) (pushbroom). Il est équipé d'un télescope anastigmatique à trois miroirs de 150 mm d'ouverture et de distance focale environ 600 mm ; le champ de vue instantané est d'environ 21° par 3,5°. Les miroirs sont rectangulaires et faits de carbure de silicium, une technologie similaire à celle utilisée sur le satellite Gaia. Deux types de capteurs sont utilisés, respectivement un détecteur en technique Complementary metal oxide semi-conductor (CMOS) pour la lumière visible et un détecteur en technologie tellurure de mercure-cadmium pour l'infrarouge. MSI fonctionne dans treize bandes spectrales allant du visible au moyen infrarouge. Les images dans quatre bandes spectrales (bleu (490 nm), vert (560 nm), rouge (670 nm) et proche infrarouge (850 nm)) sont fournies avec une résolution de 10 m. Trois bandes spectrales (440, 940 et 1 370 nm) sont destinées aux corrections atmosphériques avec une résolution de 60 m tandis que dans les six bandes restantes la résolution est de 20 m. L'instrument effectue des prises d'images sur une largeur de 290 km. Le tableau suivant résume les caractéristiques de chaque bande spectrale.
| Bandes Sentinel-2               | Sentinel-2A                   | Sentinel-2A           | Sentinel-2B                   | Sentinel-2B           |                         |
| Bandes Sentinel-2               | Longueur d'onde centrale (nm) | Largeur de bande (nm) | Longueur d'onde centrale (nm) | Largeur de bande (nm) | Résolution spatiale (m) |
| ------------------------------- | ----------------------------- | --------------------- | ----------------------------- | --------------------- | ----------------------- |
| Bande 1 – Aérosol côtier        | 442.7                         | 21                    | 442.2                         | 21                    | 60                      |
| Bande 2 – Bleu                  | 492.4                         | 66                    | 492.1                         | 66                    | 10                      |
| Bande 3 – Vert                  | 559.8                         | 36                    | 559.0                         | 36                    | 10                      |
| Bande 4 – Rouge                 | 664.6                         | 31                    | 664.9                         | 31                    | 10                      |
| Bande 5 – Végétation "red edge" | 704.1                         | 15                    | 703.8                         | 16                    | 20                      |
| Bande 6 – Végétation "red edge" | 740.5                         | 15                    | 739.1                         | 15                    | 20                      |
| Bande 7 – Végétation "red edge" | 782.8                         | 20                    | 779.7                         | 20                    | 20                      |
| Bande 8 – PIR                   | 832.8                         | 106                   | 832.9                         | 106                   | 10                      |
| Bande 8A – PIR "étroit"         | 864.7                         | 21                    | 864.0                         | 22                    | 20                      |
| Bande 9 – Vapeur d'eau          | 945.1                         | 20                    | 943.2                         | 21                    | 60                      |
| Bande 10 – SWIR – Cirrus        | 1373.5                        | 31                    | 1376.9                        | 30                    | 60                      |
| Bande 11 – SWIR                 | 1613.7                        | 91                    | 1610.4                        | 94                    | 20                      |
| Bande 12 – SWIR                 | 2202.4                        | 175                   | 2185.7                        | 185                   | 20                      |

## Déroulement de la mission

### Lancements
Le premier satellite de la série, Sentinel-2A, a été placé en orbite par un lanceur européen Vega tiré le 23 juin 2015 à 1 h 52 UTC depuis la base de Kourou. Le second devait l'être par un lanceur Rockot en 2016,, mais a finalement été placé en orbite par un lanceur européen Vega tiré le 7 mars 2017 à 1 h 49 UTC depuis la base de Kourou. La mission des satellites doit durer au minimum sept ans, éventuellement prolongeable de cinq ans.
Le troisième satellite, Sentinel-2C, qui doit remplacer Sentinel-2A, est lancé par le dernier lanceur Vega le 5 septembre 2024. Un quatrième satellite, Sentinel-2D, est prévu pour remplacer Sentinel-2B.
| Désignation | Date de lancement             | Lanceur | Identifiant COSPAR | Commentaire | Statut |
| ----------- | ----------------------------- | ------- | ------------------ | ----------- | ------ |
| Sentinel-2A | 23 juin 2015 à 1 h 52 UTC     | Vega    | 2015-028A          |             | Succès |
| Sentinel-2B | 7 mars 2017 à 1 h 49 UTC      | Vega    | 2017-013A          |             | Succès |
| Sentinel-2C | 5 septembre 2024 à 1 h 50 UTC | Vega    | 2024-157A          | Remplace 2A | Succès |
| Sentinel-2D | NET 2028                      | Vega-C  |                    | Remplace 2B | Prévu  |

### Orbite et surface couverte
L'orbite héliosynchrone retenue (altitude 786 km, inclinaison 98,50°) est proche de celle des satellites Landsat et Spot tandis que l'heure de passage (10h30) est identique à celle de Landsat. Ce choix doit permettre d'assurer la continuité des données collectées par ces satellites et permettre la construction de séries temporelles sur le long terme. Les deux satellites circuleront avec un phasage de 180° pour permettre une fréquence de revisite de 5 jours à l'équateur. Des données doivent être collectées de manière systématique au-dessus des terres et des zones côtières entre les latitudes 56° sud et 84° nord, y compris au-dessus des îles lorsque leur superficie est supérieure à 100 km2. Les îles de l'Union européenne, et toutes les îles à une distance inférieure à 20 km de la côte, l'ensemble de la Mer Méditerranée, les mers fermées, les lacs seront également couverts.

## Images produites
Les images capturées par Sentinel 2 sont accessibles gratuitement sur le Copernicus Open Access Hub sous réserve de la création d'un compte. La recherche d'images peut se faire sur des critères géographiques, temporels, de couverture nuageuse, etc. Le volume de données ainsi accessible est considérable et d'une valeur scientifique immense. 
La convention de nommage des produits téléchargés est la suivante : 
MMM_CCCC_TTTTTTTTTT_InstanceID_FORMAT 
| Partie      | Description                           | Commentaire |
| ----------- | ------------------------------------- | --- |
| MMM         | Identification Mission                | S2A S2B |
| CCCC        | Classe fichier                        | OPER pour les opérations de routine |
| TTTTTTTTTT  | Niveau de traitement                  | PRD_MSIL0P PRD_MSIL1A PRD_MSIL1B PRD_MSIL1C PRD_MSITCI |
| FORMAT      | Format choisi par l'utilisateur final | SAFE DIMAP |
| Instance_ID | Identificateur d'instance             | ssss_yyyymmddThhmmss_ROOO_VYYYYMMTDDH HMMSS_YYYYMMTDDHHMMSS YYYYMMDDHHMMSS sont SENSING Start et SENSING Stop Avec: R "Relative Orbit" OOO "Orbit number" V "Validity" |

### Documents de référence
- (en) ESA Sentinel-2 Team, GMES Sentinel-2 mission requirements document, ESA, 8 mars 2010, 42 p. (lire en ligne)Cahier des charges des satellites Sentinel-2